# 카르멜로 로블레도
카르멜로 암브로시오 로블레도(스페인어: Carmelo Ambrosio Robledo, 1912년 7월 13일 - 1981년)는 아르헨티나의 복싱 선수로 1928년 하계 올림픽과 1932년 하계 올림픽에 출전했다.
그는 1928년에 밴텀급 대회의 8강전에서 탈락했다. 4년후 그는 독일의 요제프 쉴레인코퍼에 대해 마지막 우승후 페더급 클래스에서 금메달을 획득했다.

## 참조
- 올림픽 프로파일